# العلاقات البريطانية الشمال مقدونية
العلاقات البريطانية الشمال مقدونية هي العلاقات الثنائية التي تجمع بين المملكة المتحدة وشمال مقدونيا.

## مقارنة بين البلدين
هذه مقارنة عامة ومرجعية للدولتين:
| وجه المقارنة                                              | المملكة المتحدة                 | شمال مقدونيا                                               |
| --------------------------------------------------------- | ------------------------------- | ---------------------------------------------------------- |
| المساحة (كم2)                                             | 242.50 ألف                      | 25.71 ألف                                                  |
| عدد السكان (نسمة)                                         | 66.02 مليون                     | 2.08 مليون                                                 |
| الكثافة السكانية (ن./كم²)                                 | 272.25                          | 80.9                                                       |
| العاصمة                                                   | لندن                            | إسكوبية                                                    |
| اللغة الرسمية                                             | لغة إنجليزية، اللغة الويلزية    | اللغة المقدونية، اللغة الألبانية                           |
| العملة                                                    | جنيه إسترليني                   | دينار مقدوني                                               |
| الناتج المحلي الإجمالي (بليون دولار)                      | 2.62 تريليون                    | 11.34 مليار                                                |
| الناتج المحلي الإجمالي (تعادل القوة الشرائية) بليون دولار | 2.72 تريليون                    | 29.26 مليار                                                |
| الناتج المحلي الإجمالي الاسمي للفرد دولار أمريكي          | 43.88 ألف                       | 4.85 ألف                                                   |
| الناتج المحلي الإجمالي للفرد دولار أمريكي                 | 40.23 ألف                       | 16.25 ألف                                                  |
| مؤشر التنمية البشرية                                      | 0.907                           | 0.747                                                      |
| رمز المكالمات الدولي                                      | +44                             | +389                                                       |
| رمز الإنترنت                                              | .uk، .gb                        | .mk                                                        |
| المنطقة الزمنية                                           | توقيت غرينيتش، توقيت غرب أوروبا | توقيت وسط أوروبا، ت ع م+01:00، ت ع م+02:00، أوروبا/سكوبيه ‏ |

## مدن متوأمة
في ما يلي قائمة باتفاقيات التوأمة بين مدن بريطانية وشمال مقدونية:
- ترتبط برادفورد مع إسكوبية باتفاقية توأمة.

## منظمات دولية مشتركة
يشترك البلدان في عضوية مجموعة من المنظمات الدولية، منها:
| علم المنظمة | اسم المنظمة                               | تاريخ انضمام المملكة المتحدة | تاريخ انضمام شمال مقدونيا |
| ----------- | ----------------------------------------- | ---------------------------- | ------------------------- |
|             | مؤسسة التنمية الدولية                     | 24 سبتمبر 1960               | 25 فبراير 1993            |
|             | يونسكو                                    | 4 نوفمبر 1946                | 28 يونيو 1993             |
|             | وكالة ضمان الاستثمار متعدد الأطراف        | 12 أبريل 1988                | 19 مارس 1993              |
|             | مجلس أوروبا                               | 5 مايو 1949                  | ?                         |
|             | الأمم المتحدة                             | 24 أكتوبر 1945               | 8 أبريل 1993              |
|             | الاتحاد البريدي العالمي                   | ?                            | ?                         |
|             | البنك الدولي للإنشاء والتعمير             | 27 ديسمبر 1945               | 25 فبراير 1993            |
|             | الاتحاد الدولي للاتصالات                  | 24 فبراير 1871               | 4 مايو 1993               |
|             | منظمة حظر الأسلحة الكيميائية              | ?                            | ?                         |
|             | مؤسسة التمويل الدولية                     | 20 يوليو 1956                | 25 فبراير 1993            |
|             | المنظمة الأوروبية لسلامة الملاحة الجوية   | 1960                         | 1998                      |
|             | المركز الدولي لتسوية المنازعات الاستشارية | 18 يناير 1967                | 26 نوفمبر 1998            |
|             | منظمة التجارة العالمية                    | 1995                         | ?                         |
|             | منظمة الشرطة الجنائية الدولية             | ?                            | ?                         |
|             | منظمة الأمن والتعاون في أوروبا            | 25 يونيو 1973                | 12 أكتوبر 1995            |

## وصلات خارجية
- موقع وزارة الخارجية البريطانية